# Galleguillos de Campos
Galleguillos de Campos es una localidad de la provincia de León, Comunidad Autónoma de Castilla y León, que pertenece al ayuntamiento de Sahagún.
Hasta 1980, cuando se agregó al municipio de Sahagún, estaba constituido como municipio independiente.
Está situado en la carretera de Mayorga, entre las poblaciones de San Pedro de las Dueñas y Arenillas de Valderaduey y a orillas del río Cea.
Es un pueblo eminentemente agrícola y ganadero donde actualmente la mayoría de la población está jubilada.
A 1 de enero de 2012 tenía una población de 110 habitantes.

## Medio natural
Una pequeña porción de terreno cercana a la localidad está integrada dentro de la Zona de especial protección para las aves denominada La Nava - Campos Norte perteneciente a la Red Natura 2000.

## Historia
A finales del año 2017 salían a la luz mientras se ejecutaban las obras de modernización del regadío del canal de Payuelos, una necrópolis romana con unas 60 tumbas en un estado medio de conservación de los siglos I a V d.c.
También se encontraron restos de mosaicos, cerámicas y una calzada romana que hace pensar que allí existió un asentamiento hace unos 2000 años.

## Demografía
| Gráfica de evolución demográfica de Galleguillos de Campos entre 1842 y 1970 |
| |
| Población de derecho según los censos de población del INE Población de hecho según los censos de población del INE Entre el censo de 1981 y el anterior este municipio desaparece porque se integra en Sahagún |

## Fiestas
Las fiestas patronales de la localidad se celebran el primer fin de semana de agosto (Fiestas del Salvador) y el primer fin de semana de septiembre en honor a la Virgen de la Portería.
Las actividades lúdicas y culturales de las fiestas del Salvador pasan por el tradicional concurso de tortillas, la carrera de cintas y la carrera de bicis al circuito del pueblo, mientras que en las fiestas de la Virgen de la Portería destaca la romería desde su ermita a la iglesia de El Salvador.
Como actividad musical, en ambas fiestas se celebra el GDF (Galleguillos Dance Festival)  organizado por Guille Van Bart con una amplia participación de DJ's y estilos musicales que pasan por Disco de los 80's y 90's, italo disco, trance, eurodance, hands up o hardstyle entre otros.